# Царпен
Царпен (нем. Zarpen) — община в Германии, в земле Шлезвиг-Гольштейн. 
Входит в состав района Штормарн. Подчиняется управлению Нордстормарн.  Население составляет 1462 человека (на 31 декабря 2010 года). Занимает площадь 11,69 км².